# Miki Sugawara
Miki Sugawara (菅原 美希 Sugawara Miki?), är en japansk tidigare fotbollsspelare.
Miki Sugawara debuterade för japans landslag den 17 maj 1998 i en 1–2-förlust mot USA. Hon spelade 7 landskamper för det japanska landslaget. Hon deltog bland annat i Asiatiska spelen 1998.